# Алијанза (Порторико)
Алијанза (шп. Alianza) град је у америчкој острвској територији Порторико, острвској држави Кариба.

## Демографија
По попису из 2010. године број становника је 2.569.
| Група             | 2000.    | 2010.         |
| Белци             | 0 (0,0%) | 8 (0,3%)      |
| Афроамериканци    | 0 (0,0%) | 112 (4,4%)    |
| Азијати           | 0 (0,0%) | 3 (0,1%)      |
| Хиспаноамериканци | 0 (0,0%) | 2.557 (99,5%) |
| Укупно            | 0        | 2.569         |